# Làmia (cognom)
Làmia (en llatí Lamia) era una família de la gens Èlia. Deien que descendien del mític heroi Lamus, un fill d'Heracles i Òmfale. Realment no es mencionen fins al final de la república però en temps de l'imperi estaven inclosos entre les famílies més nobles de Roma.
Personatges destacats van ser:
- Luci Eli Làmia, cavaller roma, edil i pretor
- Luci Eli Làmia, fill de l'anterior, va ser procònsol de la Tarraconense entre el 24 aC i el 22 aC.
- Luci Eli Làmia, cònsol l'any 3.
- Luci Eli Làmia Emilià, cònsol sufecte l'any 80